# 科普蘭 (北卡羅萊納州)
科普蘭（英語：Copeland）是位於美國北卡羅萊納州薩里縣的非建制地區。

## 歷史
科普蘭的郵局於1876年設立，其後於1905年停運。

## 地理
科普蘭所處的海拔為高於海平面356米（即1168英呎），而該地所採用的時區為UTC-5，即北美东部时区（EST）。同時該地設有夏令時間，為UTC-5調快一小時，即UTC-4（EDT）。